# Аранов Шико Беніямінович
Шико Беніямінович Аранов (Шика, Шике Аранович; 23 квітня 1905, Татарбунари Аккерманського повіту Бессарабської губернії — 28 листопада 1969, Кишинів) — український і молдовський композитор і диригент, заслужений діяч мистецтв Молдавської РСР (1950), народний артист Молдавської РСР (1953).

## Життєпис
Протягом 1913—1919 років навчався в реальному училищі у Кілії.
1927 року закінчив Кишинівську консерваторію «Уніря» по класу валторни.
До 1930 року відбував військову службу в румунській армії.
Протягом 1930—1935 років вчився в Бухарестській королівській академії музичного та драматичного мистецтва — клас труби та композиції. Одночасно керував оркестрами в бухарестських кінотеатрах.
1940 року повертається до Кишинева. Грав в складі естрадного оркестру — керував кларнетист Шарль Брейтбурд. Через певний час колектив перейменовується в «Молдавський державний джаз-оркестр» (Молддержджаз), Аранов стає художнім керівником.
В часі Другої світової війни колектив був евакуйований до Ташкенту і Коканду, з 1942 року виступав перед бійцями на фронтах, кілька разів запрошувалися для виступів в Кремль. 1944 року з колективом повертається до Молдавії. Через постійну критику партійних органів 1945 року гурт розпустили.
У 1947—1956 роках працював музичним керівником державного ансамблю молдавського народного танцю «Жок» — лауреат Четвертого Всесвітнього фестивалю молоді та студентів в Бухаресті 1953 року.
В 1956—1963, та 1967—1969 роках працює художнім керівником джаз-оркестру «Букурія».
Протягом 1964—1966 років керував оркестром Молдавського телерадіокомітету.
В оркестрі під його орудою починали свій творчий шлях Євген Дога, Макс Фішман, Давид Федов, Олег Негруце.
Вважається засновником молдавської оркестрової естрадної музики.

## Дещиця з творчого доробку
Написав:
- 8 сюїт,
- 12 фантазій для естрадного оркестру,
- музику до хореографічних сцен,
- до кінофільмів «Ляна» — 1955 та «Молдавські наспіви» — 1955 — спільно з Василе Загорським,
- є автором більше двох сотень джазових композицій,
- велику кількість естрадних пісень молдавською мовою,
- численні обробки єврейських, молдавських та російських народних пісень.